# Someone Else’s Eyes
Someone Else’s Eyes – singel francuskiej piosenkarki Amandy Lear, wydany w 2009 roku.

## Ogólne informacje
Był to pierwszy i jedyny singel Amandy Lear z albumu Brief Encounters. Został nagrany w duecie z włoskim piosenkarzem Enrico Petrellim, występującym pod pseudonimem Deadstar. Jest on autorem i producentem utworu. W 2010 roku remiksu utwory dokonał Boy George, a singel został wydany na nowo jako EP.

## Teledysk
Teledysk został nakręcony w kwietniu 2009 w Rzymie, a wyreżyserował go Fabio Tibaldi. W lipcu poprzez portal YouTube udostępniono 1,5-minutowy zwiastun teledysku. Pełny wideoklip miał swoją premierę 27 października.

## Lista ścieżek
- CD single (2009)[2]

1. „Someone Else’s Eyes” – 4:08
2. „Secret Lover” – 2:03
3. „Someone Else’s Eyes” (Video) – 4:08

- CD single (2010)[3]

1. „Someone Else’s Eyes” (Boy George & Kinky Roland Mix) – 5:50
2. „Someone Else’s Eyes” (All Eyes on the Dance Floor Mix) – 6:45
3. „Someone Else’s Eyes” (Visionary Mix) – 4:05
4. „Someone Else’s Eyes” (Fully Loaded NRG Mix) – 7:33
5. „Doin’ Fine” (Devil’s Desire Radio Mix) – 3:36